# West Bromwich Albion Football Club 1919-1920
Questa voce raccoglie le informazioni riguardanti il West Bromwich Albion Football Club nelle competizioni ufficiali della stagione 1919-1920.

## Stagione
La stagione vide la squadra vincere per la prima volta il campionato di calcio inglese.

## Maglie e sponsor
Vennero utilizzate le divise introdotte nel 1911.
| Manica sinistra · Manica sinistra · Maglietta · Maglietta · Manica destra · Manica destra · Pantaloncini · Calzettoni |

## Rosa
| N. |                        | Ruolo | Calciatore       |
| -- | ---------------------- | ----- | ---------------- |
|    | Inghilterra (bandiera) | P     | Hubert Pearson   |
|    | Inghilterra (bandiera) | P     | Len Morwood      |
|    | Inghilterra (bandiera) | D     | Arthur Cook      |
|    | Inghilterra (bandiera) | D     | Joe Smith        |
|    | Inghilterra (bandiera) | D     | Jesse Pennington |
|    | Inghilterra (bandiera) | D     | Bobby McNeal     |
|    | Inghilterra (bandiera) | D     | Fred Reed        |
|    | Inghilterra (bandiera) | D     | Sammy Richardson |
|    | Inghilterra (bandiera) | D     | Sid Bowser       |

| N. |                        | Ruolo | Calciatore       |
| -- | ---------------------- | ----- | ---------------- |
|    | Inghilterra (bandiera) | C     | Jack Crisp       |
|    | Inghilterra (bandiera) | C     | Sid Hatton       |
|    | Inghilterra (bandiera) | C     | Tommy Magee      |
|    | Inghilterra (bandiera) | C     | Frank Waterhouse |
|    | Inghilterra (bandiera) | C     | Andy Smith       |
|    | Inghilterra (bandiera) | A     | Alf Bentley      |
|    | Inghilterra (bandiera) | A     | Howard Gregory   |
|    | Inghilterra (bandiera) | A     | Claude Jephcott  |
|    | Inghilterra (bandiera) | A     | Fred Morris      |

## Risultati

### FA Cup
| West Bromwich 10 gennaio 1920 | West Bromwich | 0 – 1 | Barnsley | The Hawthorns |

### Charity Shield
| Londra 15 maggio 1920                      | West Bromwich | 2 – 0 referto | Tottenham | White Hart Lane (38 168 spett.) |
| \| \| \| \| \| A. Smith \| Marcatori \| \| |               |               |           |                                 |
|                                            |               |               |           |                                 |
| A. Smith                                   | Marcatori     |               |           |                                 |

## Statistiche

### Andamento in campionato
Luogo, risultato e posizione seguono l'andamento ufficiale delle giornate.
| Giornata  | 1 | 2 | 3 | 4 | 5 | 6 | 7 | 8 | 9 | 10 | 11 | 12 | 13 | 14 | 15 | 16 | 17 | 18 | 19 | 20 | 21 | 22 | 23 | 24 | 25 | 26 | 27 | 28 | 29 | 30 | 31 | 32 | 33 | 34 | 35 | 36 | 37 | 38 | 39 | 40 | 41 | 42 |
| --------- | - | - | - | - | - | - | - | - | - | -- | -- | -- | -- | -- | -- | -- | -- | -- | -- | -- | -- | -- | -- | -- | -- | -- | -- | -- | -- | -- | -- | -- | -- | -- | -- | -- | -- | -- | -- | -- | -- | -- |
| Luogo     | C | T | T | C | C | T | C | T | C | T  | T  | C  | T  | C  | T  | T  | T  | C  | T  | T  | C  | C  | T  | C  | C  | T  | C  | T  | C  | T  | T  | C  | T  | C  | T  | T  | C  | C  | T  | C  | T  | C  |
| Risultato | V | V | P | V | V | V | V | P | V | V  | V  | P  | P  | P  | P  | V  | V  | V  | V  | P  | V  | V  | V  | V  | V  | V  | P  | P  | V  | N  | N  | V  | V  | V  | P  | V  | V  | V  | N  | N  | P  | V  |
| Posizione | 3 | 1 | 4 | 2 | 2 | 1 | 1 | 1 | 1 | 1  | 1  | 1  | 2  | 2  | 2  | 1  | 1  | 1  | 1  | 1  | 1  | 1  | 1  | 1  | 1  | 1  | 1  | 1  | 1  | 1  | 1  | 1  | 1  | 1  | 1  | 1  | 1  | 1  | 1  | 1  | 1  | 1  |

Fonte:  Premier League 1919/1920 » Schedule, su worldfootball.net.
Legenda:

Luogo: C = Casa; T = Trasferta. Risultato: V = Vittoria; N = Pareggio; P = Sconfitta.